# Південний острів (Нова Зеландія)
Південний острів (англ. South Island, маорі: Te Wai Pounamu) — один з островів, на яких розташована Нова Зеландія, знаходиться в південній частині Тихого океану на південному сході від Австралії.

## Географія
Острів витягнутий з північного сходу на південний захід на 840 км. Від Північного острова відокремлюється протокою Кука, від острова Стюарт — протокою Фово. Із заходу омивається водами Тасманова моря, зі сходу і південного сходу — водами Тихого океану. Площа острова — 151 215 км².

## Природа острова
У західній частині острова підноситься пасмо складчастих гір — Південні Альпи, в межах яких знаходиться покрита сніжною шапкою найвища вершина гора Кука (3754 м). У горах нараховується 360 льодовиків, найбільші з яких — Тасман (довжина 29 км, площа 156 км²), Франца-Йосифа, Аспайрінг і Фокс. Характерні глибокі U-подібні долини, сильно розчленований рельєф і холодні озера довгастої форми — Те-Анау, Манапоурі, Вакатіпу, Ванака, Гавеа, Пукакі, Текапо, Колрідж, Роторуа та інші.
Кентерберійська рівнина — найбільша у Новій Зеландії низовина протяжністю близько 320 км і шириною 64 км — знаходиться на сході острова. Вона складена потужними галечниками, перекритими шаром тонкозернистих пісків і глини товщиною до 3 м. На півдні лежить низовина Саутленд, друга за площею. На північному сході розташовані дві невеликі низовини — Нельсон і Марлборо.
Є річки льодовикового живлення — Ваїмакарірі, Ракаїа і Рангітата, води яких звичайно лише частково заповнюють вислане галькою річище. Найповноводніша річка Південного острова і країни — Клута (322 км), що дренує плато Отаґо.
На острові створено кілька національних парків, в тому числі Абель-Тасман, Нельсон-Лейк, Папароа, Артурс-Пасс, Маунт-Аспайрінґ, Маунт-Кук, Вестленд і Фіордланд, найбільший національний парк острова, який поступається площею лише кільком національним паркам світу (Серенгеті, Вуд-Буффало …). Крім національних парків на острові також створені великі лісопарки — Вікторія, Крейгіберн, Лейк-Сампер.

## Клімат
Клімат на Південному острові в основному помірний. Середня температура становить 8 °C. Січень і лютий — найтепліші місяці, в той час як липень найхолодніший. Історичні максимуми і мінімуми: 42,4 °C (Ранджіора, Кентербері) і -21,6 °C (Офір, Отаго). Західні вітри, що панують в цих широтах, і високі гірські ланцюги Південних Альп зумовлюють те, що кліматичні умови суттєво різняться у різних регіонах — від вкрай вологого клімату на західному узбережжі до напівпосушливого в міжгірській западині Маккензі у Кентербері. Так в Крайстчерчі (на східному узбережжі) випадає щорічно 620 мм атмосферних опадів, в Інверкаргіллі (на південному узбережжі) — 1150 мм, і в Греймуті (на західному узбережжі) — 2440 мм.

## Економіка
У 2017 році ВВП Південного острова оцінювався в 61,5 млрд новозеландських доларів, що становить 22,7 % національного ВВП Нової Зеландії. Головні галузі господарства: сільське господарство, енергетика, газодобування, туризм.

### Енергетика
Південний острів є важливим центром виробництва електроенергії, особливо в південній частині острова. У 2010 році електростанції острова виробили 18 010 ГВт-год електроенергії, що становить 41,5 % від загального обсягу виробництва електроенергії в Новій Зеландії. Майже вся електроенергія острова (98,7 %) виробляється гідроелектростанціями, а більша частина решти виробляється вітровими електростанціями.
Гідроелектростанції на річках Вайтакі, Клута й озері Манапуорі разом виробляють майже 92 % електроенергії острова. На річці Вайтакі побудований найбільший в країні каскад гідроелектростанцій (1738 МВт встановленої потужності), що складається з дев'яти електростанцій, введених в дію в період з 1936 по 1985 рік, і які виробляють близько 7600 ГВт-годин на рік (близько 18 % виробництва електроенергії в Новій Зеландії і більш 30 % всієї її гідроелектроенергії). Річка Клута має дві основні станції, що виробляють електроенергію: гребля Клайд (432 МВт, введена в експлуатацію в 1992 році) і Роксбургська гребля (360 МВт, введена в експлуатацію в 1962 році). ГЕС Манапоурі — це найбільша гідроелектростанція в країні, яка розташована в Саутленді та має 730 МВт встановленої потужності і виробляє 4800 ГВт-годин лектроенергії на рік.
У той час як більша частина електроенергії, що виробляється на Південному острові, транспортується через мережу 220 кВ в основні центри споживання, включаючи Крайстчерч, Данідін та алюмінієвий завод в Тіваї-Пойнт, близько однієї шостої електроенергії передається через міжострівну лінію електропередач на Північний острів, щоб задовольнити зростаючі потреби острова. 1965 року була введена в експлуатацію міжострівна лінія постійного струму довжиною 611 км, що з'єднує ГЕС Benmore на річці Вайтакі в регіоні Кентербері з підстанцією Гейвордс у місті Ловер-Гатт на Північному острові.
Хоча більшу частину часу Південний острів передає електроенергію на Північний острів по міжострівній лінії, у періоди низького виробництва електроенергіі на гідроелектростанціях та ж лінія використовується для передачі електроенергії з Північного острова на Південний.

### Транспорт
Південний острів має мережу Державного Шосе 4 921 км. Мережа залізниці Південного острову має дві головні лінії, дві вторинні лінії, і декілька залізничних тупикових відгалужень.

## Населення
Населення Південного острова становить 1 135 500 осіб (червень 2018 року). Це населення є більш одноманітним, ніж на Північному острові.
За даними перепису населення та жителів 2013 року 88,2 відсотка жителів острова визначили європейську етнічну приналежність, 8,7 відсотка — маорі, 5,6 відсотка — азіати, 2,2 відсотки мають тихоокеанське походження, 0,8 відсотка — середньосхідне, латиноамериканське або африканське походження та 2,1 відсотка — інший етнос (головним чином «новозеландці»).
Вісімнадцять відсотків населення Південного острова народилися за кордоном, порівняно з 27,5 відсотками на Північному острові. Британські острови — це найбільший регіон походження, на який припадає 37,9 відсотків населення, що народилося за кордоном.
Близько 48,6 відсотків населення сповідують християнство, а 3,1 відсотка — нехристиянські релігії, тоді як 45,8 відсотків — нерелігійні. Англіканство є найбільшою християнською конфесією на Південному острові (12,7 %), далі слідують католицизм (12,1 %) та пресвітеріанство (1,7 %).

Станом на червень 2018 року Південний острів має 14 міських районів з населенням понад 10 000: Крайстчерч (377 200), Данідін (104 500), Нельсон (49 300), Інверкаргілл (48 700), Тімару (28 300), Бленім (26 400), Ашбертон (19 600), Рангіора (18 400), Роллстон (16 350), Квінстаун (15 650), Річмонд (15 000), Мосгайл (13 400), Оамару (13 150), Каїапої (11 850).

## Адміністративний устрій
Адміністративно острів розподілений на 7 регіонів, котрі у своєму складі мають 23 територіальних управління.
| #                                                                           | Назва            | Англійська   | Маорі           | Центр        | Площа (тис. км2) | Населення (оц.2013-07-01) |   | Код (ISO 3166-2) |
| --------------------------------------------------------------------------- | ---------------- | ------------ | --------------- | ------------ | ---------------- | ------------------------- | - | ---------------- |
| 10                                                                          | Тасман*          | Tasman       | Te Tai-o-Aorere | Ричмонд      | 9,786            | 48 600                    | ▲ | NZ-TAS           |
| 11                                                                          | Нельсон*         | Nelson       | Whakatū         | Нельсон      | 445              | 46 800                    | ▲ | NZ-NSN           |
| 12                                                                          | Марлборо*        | Marlborough  | Tauihu          | Бленім       | 12 484           | 45 900                    | ▲ | NZ-MBH           |
| 13                                                                          | Уест-Кост        | West Coast   | Te Taihau ā uru | Греймут      | 23 336           | 32 700                    | ▼ | NZ-WTC           |
| 14                                                                          | Кентербері       | Canterbury   | Waitaha         | Крайстчерч   | 45 346           | 566 000                   | ▲ | NZ-CAN           |
| 15                                                                          | Отаго            | Otago        | Ō Tākou         | Данідін      | 31 990           | 213 200                   | ▲ | NZ-OTA           |
| 16                                                                          | Саутленд         | Southland    | Murihiku        | Інверкаргілл | 34 347           | 94 800                    | ▼ | NZ-STL           |
|                                                                             | Південний острів | South Island | Te Waipounamu   |              | 160 818          | 1 048 200                 | ▲ | NZ-S             |
| * — Регіональні ради, котрі також мають функції територіального управління. |                  |              |                 |              |                  |                           |   |                  |

## Землетруси 2010–2011 років

### Вересень 2010 року
Землетрус магнітудою 7,1 стався на Південному острові Нової Зеландії 4 вересня 2010 року о 4 годині 35 хвилин за місцевим часом. Землетрус стався на глибині 10 кілометрів і загиблих не було.
Епіцентр знаходився за 40 кілометрів на захід від Крайстчерча, за 10 км на південний схід від Дарфілда, за 295 кілометрів на південний захід від Веллінгтона і за 320 кілометрів на північний схід від Данідіна.
Були порушені газопровідні та водопровідні мережі, а три чверті міста залишилося без електрики. Серед споруд, постраждалих від нестачі електроенергії, була лікарня в Крайстчерчі, яка змушена була використовувати аварійні генератори негайно після землетрусу.
Надзвичайне становище було оголошено 4 вересня о 10:16. Люди з центральної частини міста Крайстчерч були евакуйовані, а центральний діловий район міста залишався закритим до 5 вересня. Була введена комендантська година з 7 вечора 4 вересня до 7 ранку 5 вересня. Усі школи були закриті до 8 вересня, щоб їх можна було перевірити.
Міжнародний аеропорт Крайстчерча був закритий після землетрусу. Він знову відкрився о 13:30 після огляду основної злітно-посадкової смуги.
У перші 48 годин зафіксовано 63 афтершоки, з них 3 мали магнітуду 5,2. За даними казначейства Нової Зеландії, загальні витрати на страхування цієї події сягнули до 11 мільярдів доларів.

### Лютий 2011
Мощний поштовх магнітудою 6,3 стався 22 лютого 2011 року о 12:51. Епицентр землетрусу знаходився за 10 км на південний схід від Крайстчерча у портовому місті Літтелтон, на глибині лише 5 км.
Хоча магнітуда землетрусу була нижчою, ніж магнітуда землетрусу у вересні 2010 року, інтенсивність землетрусу була набагато більшою (VIII за шкалою Меркаллі). Землетрус став одним з найсильніших у світі, серед зареєстрованих в міських районах, через малу глубину та близькість до епіцентру. Попередні оцінки показали, що близько третини будівель в Центральному діловому районі повинно бути знесено.
На відміну від вересневого землетрусу 2010 року, лютневий землетрус 2011 відбувся в напружений будній день. Це, поряд з силою землетрусу і близькістю до центру міста, призвело до загибелі 181 особи.

### Червень 2011 року
13 червня 2011 року близько 13:00 за новозеландським часом у Крайстчерчі знову стався землетрус магнітудою 5,7, близько 14:20 — землетрус магнітудою 6,3. Епицентр землетрусів знаходився в тому ж місці, де і епіцентр лютневого землетрусу. Після землетрусу була зафіксована лише одна смерть, проте травм було багато.

## Галерея зображень

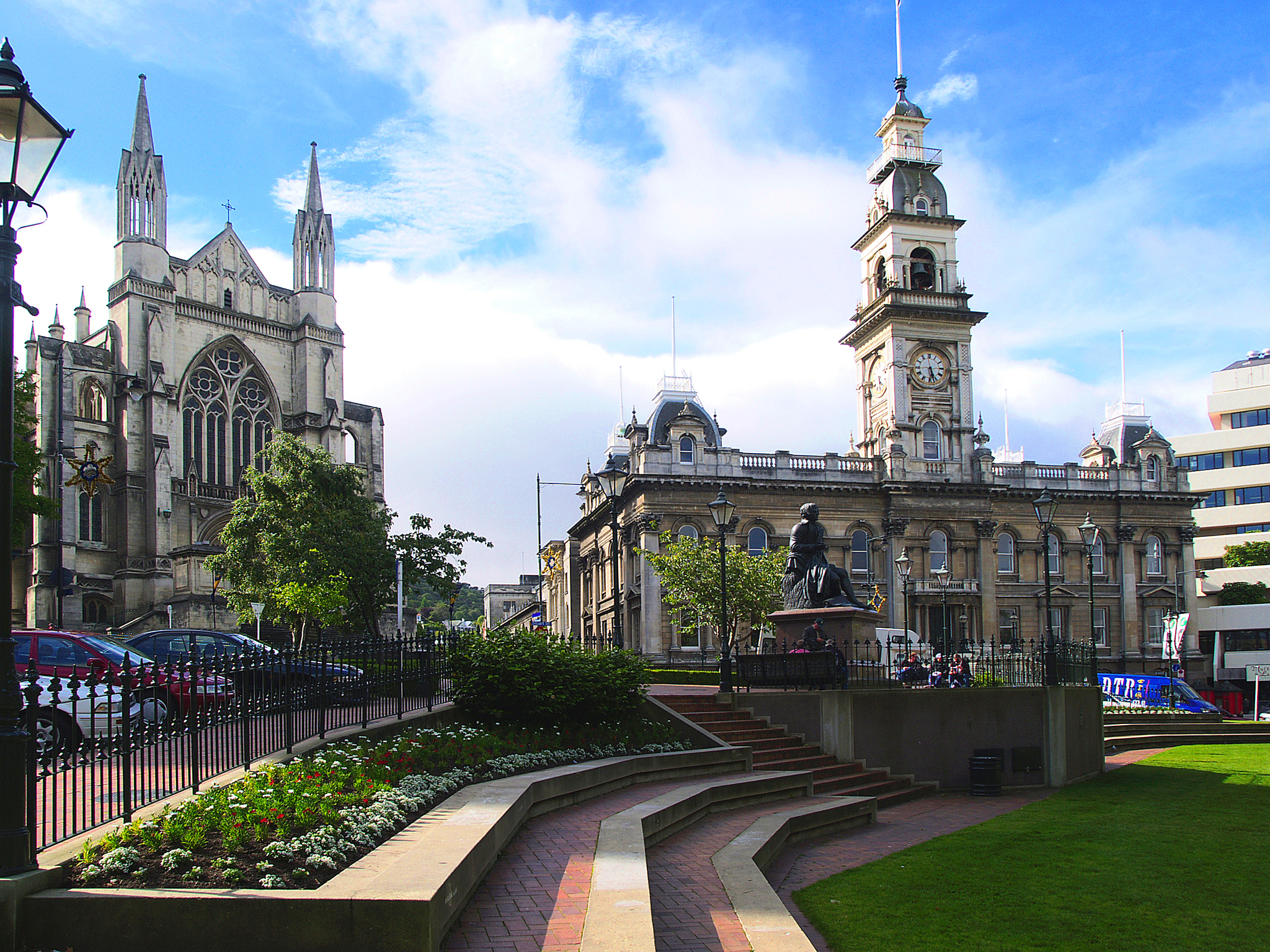
Мерія міста Данідін
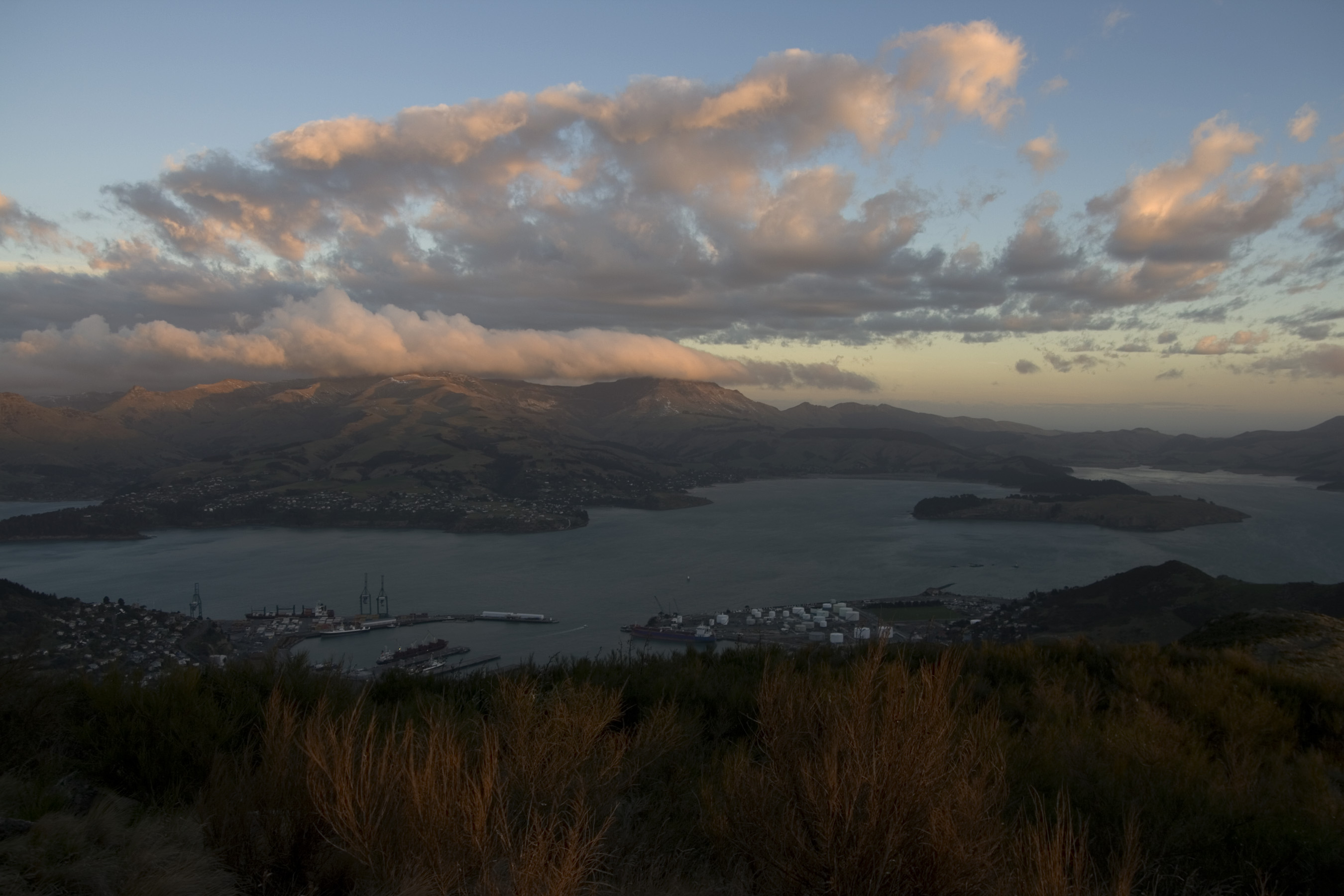
Місто Луттлтон
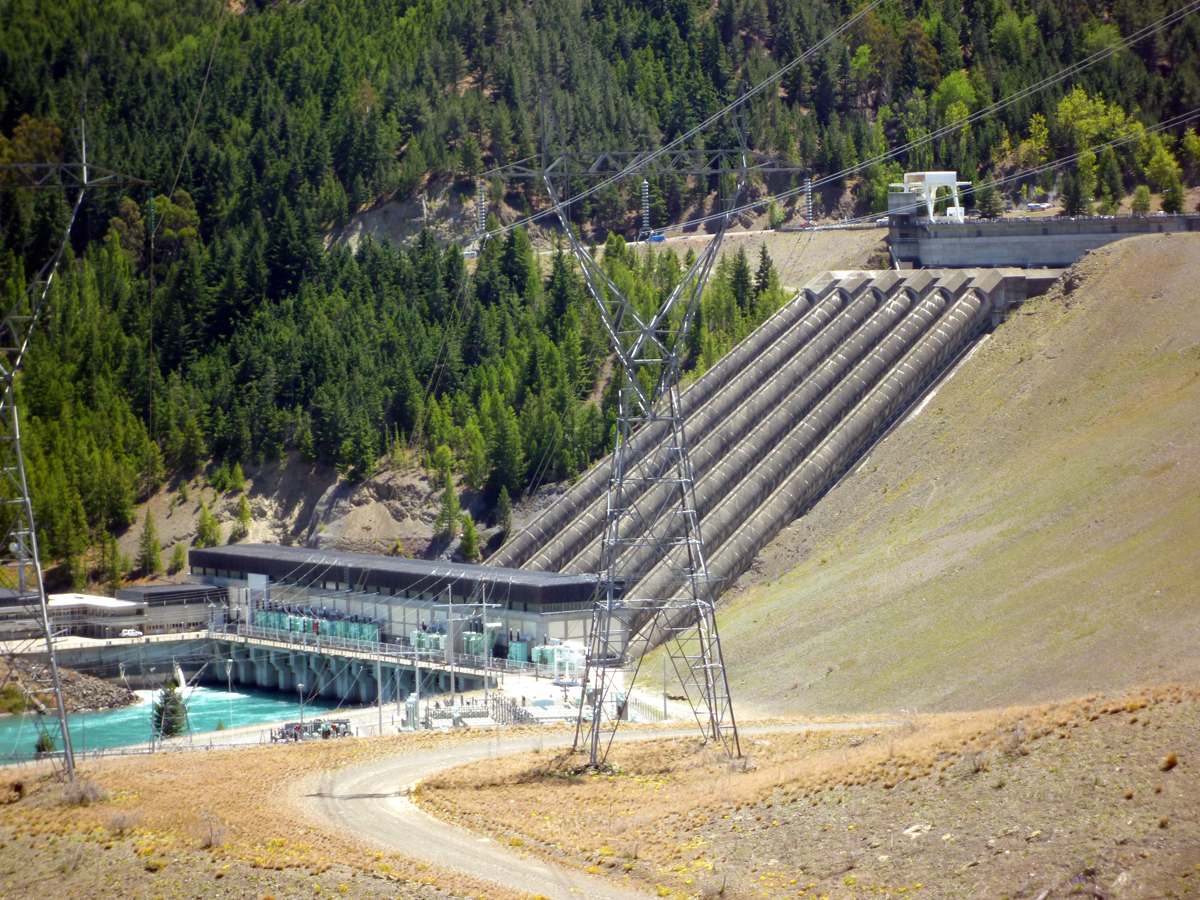
ГЕС Benmore
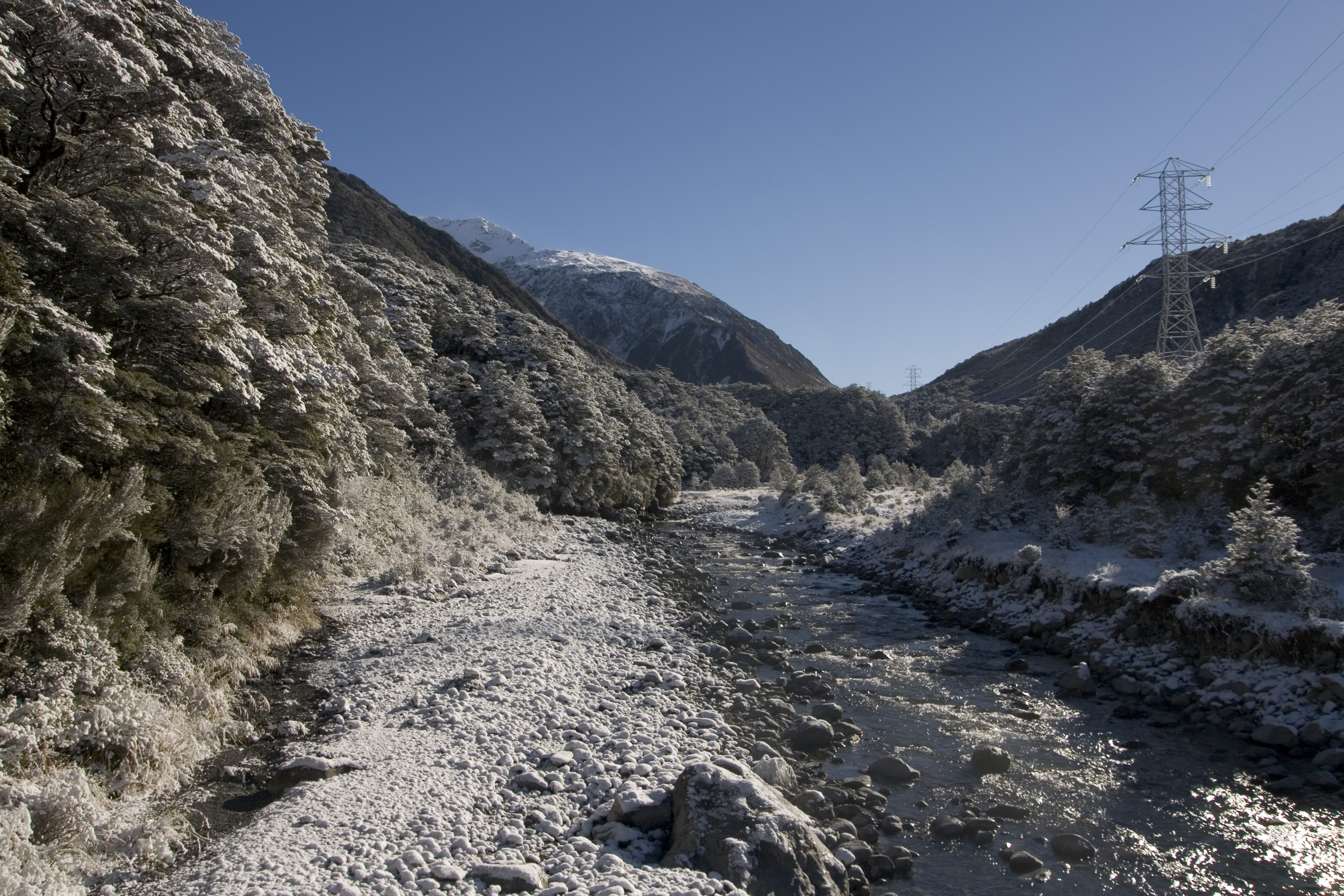
Перевал Артура
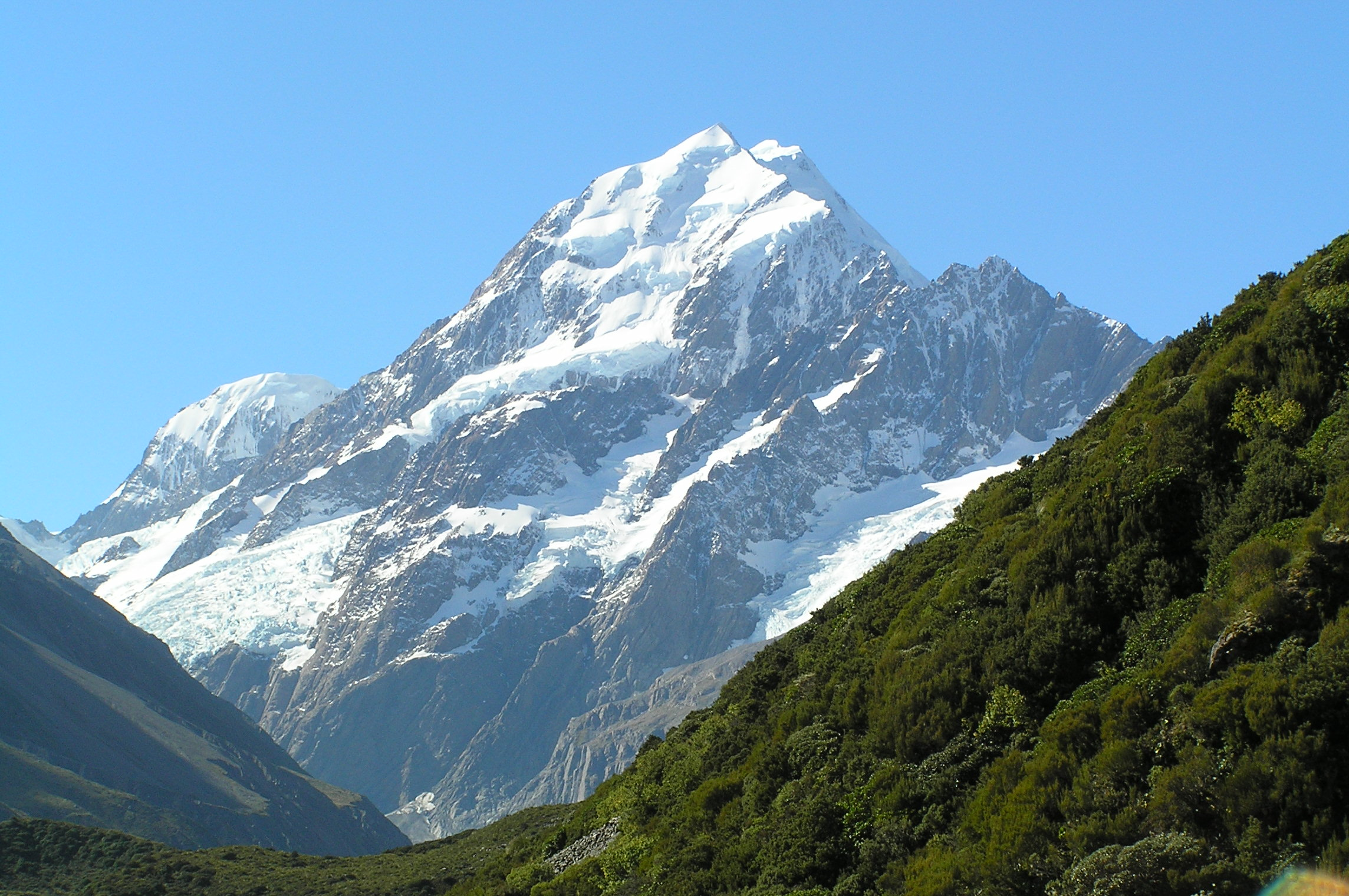
Гора Кука (Аоракі)
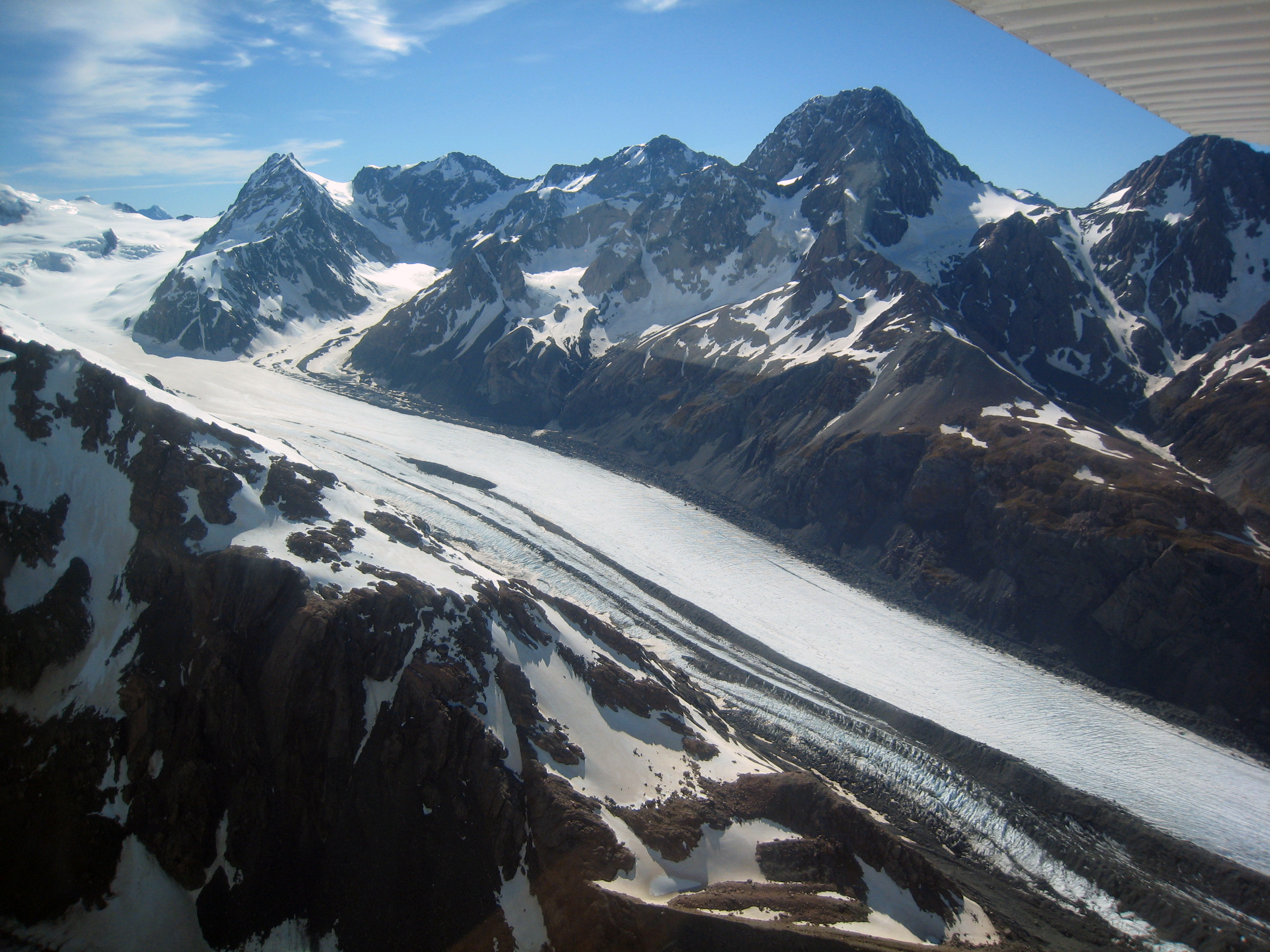
Льодовик Тасман
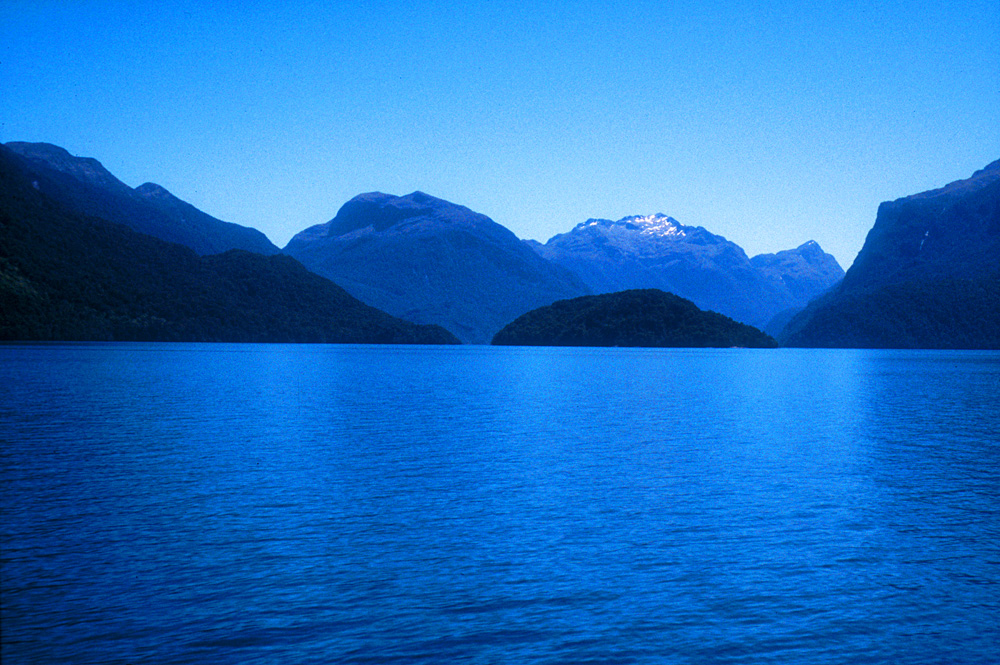
Озеро Те-Анау